# Ère Tenmei
L'ère Tenmei (en japonais : 天明) est une des ères du Japon (年号, nengō, littéralement « le nom de l'année ») suivant l'ère An'ei et précédant l'ère Kansei. Elle couvre la période qui s'étend du mois d'avril 1781 au mois de janvier 1789. L'empereur régnant est Kōkaku-tennō (光格天皇).

## Changement de l'ère
- 1781 Tenmei gannen (天明元年?) : Le nom de la nouvelle ère, Tenmei, (qui signifie « Aube ») est créé pour marquer le couronnement de l'empereur Kōkaku. L'ère précédente se termine et la nouvelle commence en An'ei 11, le 2e jour du 4e mois.

Comme il est accoutumé pour choisir les nengō, le nom a été choisi à partir d'un passage d'un texte historique chinois. Dans ce cas, le texte était Classique des documents (書経) (également cité dans la Grande Étude (大學)), plus précisément des premiers chapitres du Roi Tai Jia (大甲). Il y est dit : 先王顧諟天之明命... qui signifie « L'ancien roi gardait son œil en permanence sur les exigences lumineuses du ciel, [et ...] ». Ce passage se poursuit avec une description de la révérence, de la vertu et de la prospérité pour les terres. Les deux caractères 天 et 明 du texte ont été sélectionnés.

## Événements de l'ère Tenmei
- 1782 (Tenmei 2) : Début de la « Grande Famine Tenmei ».
- 1782 (Tenmei 2) : Une analyse des devises d'argent en Chine et au Japon est présentée à l'empereur par Minamoto no Masatsuna[3].
- 1783 (Tenmei 3) : Le Mont Asama (浅間山,, Asama-yama?) entre en éruption dans la province de Shinano, à seulement 120 km au nord-ouest d'Edo. Les pertes de vie sont estimées à 20 000. [De nos jours, l'emplacement d'Asama-yama se trouve à la limite entre les préfectures de Gunma et Nagano. La publication du compte-rendu du japonologue Isaac Titsingh de l'éruption du Asama-yama est la première de son genre en Europe et en Occident (1820)[4]. Les dévastations du volcan rendent la Grande famine Tenmei encore pire. Une grande partie de l'agriculture des provinces de Shinano et Kōzuke reste en conséquence improductive ou sous-productive pendant les quatre ou cinq années suivantes[5].
- 1783 (Tenmei 3) : La famine est aggravée, selon des études du XXe siècle, parce qu'après huit années de proches de la famine ou réelle, ni les autorités ni les gens n'ont de réserves pour faire face à d'autres périodes de sécheresse et de mauvaises récoltes de la « Grande Famine Tenmei »[6].
- 1784 (Tenmei 4) : Célébrations dans tout le pays en l'honneur de Kōbō-Daishi, fondateur du bouddhisme shingon décédé 950 ans plus tôt[3].
- 1784 (Tenmei 4) : Le fils du conseiller en chef du shogun est assassiné à l'intérieur du château d'Edo. Le relativement jeune wakadoshiyori (conseiller junior), Tanuma Okitomo, est le fils du conseiller principal Tanuma Okitsugu. Il est tué devant son père tandis que tous deux retournent à leur norimono après la fin d'une réunion des conseillers d'État. L'implication de hauts responsables du bakufu est soupçonnée cependant personne n'est puni sauf l'assassin lui-même. Cet incident a pour conséquence que les réformes de libéralisation engagées par Tanuma au sein du bakufu et l'assouplissement des restrictions à la politique sakoku sont bloquées[7].
- 17 septembre 1786 (Tenmei 6, 25e jour du 8e mois) : Le shogun Tokugawa Ieharu meurt et est enterré à Edo.
- 1787 (Tenmei 7) : Tokugawa Ienari devient le 11e shogun du shogunat Tokugawa government[8].
- 1787 (Tenmei 7) : Kutsuki Masatsuna publie Seiyō senpu (Notes sur la monnaie occidentale) avec des plaques montrant les monnaie européennes et coloniales[9].
- 1788 (Tenmei 7) : Émeutes dans les magasins de riz à Edo et Osaka.
- 1788 (Tenmei 8) : Grand incendie de Kyoto. Un incendie dans la ville qui a commencé à 3 heures du matin le 6 mars (Tenmei 8, 29e jour du 1er mois), continue à brûler de façon incontrôlée jusqu'au 8 mars (Tenmei 8, 1er jour du 2e mois) et les braises couvent jusqu'à ce qu'elles soient éteintes par de fortes pluies le 11 mars (Tenmei 8, 4e jour du 2e mois). L'empereur et sa cour fuient l'incendie et le palais impérial est détruit. Aucune autre reconstruction n'est autorisée jusqu'à ce qu'un nouveau palais soit achevé. Ce feu est considéré comme un événement majeur. L'opperhoofd de la VOC à Dejima note dans son livre officiel que « les gens le considèrent (l'incendie) comme un grand et extraordinaire prodige céleste »[10].